# Чемпіонат Чехословаччини з футболу 1919
Чемпіонат чехословацького футбольного союзу 1921 чеськ. Mistrovství Českého svazu fotbalového 1919 — другий розіграш чемпіонату Чехословаччини. Змагання проводились у регіональних лігах. Вперше з часу створення Чехословаччини був проведений турнір для переможців регіональних ліг. Переможцем змагань стала празька «Спарта», що виступала в Середньочеській лізі. У загальнонаціональному турнірі виступало чотири команди.
Єдиної поразки в сезоні «Спарта» зазнала у 2 турі від клубу Уніон (Жижков) (1:2). Після цього команда виграла наступні 9 матчів, розпочавши тривалу переможну серію клубу в чемпіонаті, що складатиме 60 матчів і триватиме до 1923 року.
Переможця Середньочеської ліги в очному протистоянні визначали «Спарта» і «Славія». «Славію» влаштовувала нічия, але перемогу здобула «Спарта» з рахунком 2:0, завдяки двом голам Антоніна Янди. Незважаючи на кращу різницю м'ячів у «Славії», переможцем була оголошена «Спарта», як переможець особистої зустрічі.

## Переможці усіх регіональних ліг
| Регіон           | Чемпіон             |
| ---------------- | ------------------- |
| Центральна Чехія | «Спарта» (Прага)    |
| Західна Чехія    | «Олімпія» (Пльзень) |
| Східна Чехія     | «Градець Кралове»   |
| Кладно           | «Кладно»            |

## Середньочеська ліга
|   | Підсумкова таблиця  | І | В | Н | П | МЗ | МП | DR  | О  |
| - | ------------------- | - | - | - | - | -- | -- | --- | -- |
| 1 | Спарта (Прага)      | 8 | 7 | 0 | 1 | 25 | 3  | +22 | 14 |
| 2 | Славія (Прага)      | 8 | 7 | 0 | 1 | 37 | 7  | +30 | 14 |
| 3 | Уніон (Жижков)      | 8 | 6 | 0 | 2 | 19 | 9  | +10 | 12 |
| 4 | Вікторія (Жижков)   | 8 | 5 | 0 | 3 | 16 | 10 | +6  | 8  |
| 5 | Метеор Виногради    | 8 | 3 | 0 | 5 | 16 | 15 | +1  | 8  |
| 6 | Вршовіце (Прага)    | 8 | 3 | 0 | 5 | 18 | 19 | -1  | 6  |
| 7 | Лібень (Прага)      | 8 | 2 | 1 | 5 | 14 | 24 | -10 | 5  |
| 8 | Сміхов (Прага)      | 8 | 1 | 1 | 6 | 7  | 34 | -27 | 3  |
| 9 | Метеор-VIII (Прага) | 8 | 1 | 0 | 7 | 4  | 35 | -31 | 2  |

### Матчі
| 1 тур, 16.03. - Славія — Сміхов — 9:0 (Шубрт-4, Шроубек-2, Шквор-2, Лоос) - Спарта — Вікторія — 2:0 - Уніон — Лібень — 4:2 - 20.07. Вікторія — Сміхов — 6:0 2 тур, 23.03 - Славія — Метеор В — 5:1 (Шубрт-2, Ванік, Шквор, Прошек — ?) - Спарта — Лібень — 3:1 - Уніон — Метеор-VIII — 4:0 3 тур, 6.04 - Уніон — Спарта — 2:1 - Вікторія — Вршовіце — 4:0 - Лібень — Метеор В — 2:1 - Метеор-VIII — Сміхов — 3:2 13.04 - Славія — Вікторія — 7:0 (Напрстек, Ванік-2, Шубрт, Шроубек-2, Прошек) 4 тур, 27.04 - Славія — Лібень — 6:2 (Шубрт-2, Ванік-2, Шроубек-2) - Спарта — Сміхов — 6:0 (Янда-4, Седлачек, ?) - Вікторія — Метеор В — 1:0 - Вршовіце — Метеор-VIII — 0:1 5 тур. 11.05 - Славія — Метеор-VIII — 5:0 (Прошек, Шроубек-2, Ванік, Фіхта) - Спарта — Метеор В — 2:0 (Пілат, Седлачек) - Уніон — Вршовіце — 2:0 - Вікторія — Лібень — 3:0 | 6 тур, 18.05 - Славія — Уніон — 3:1 (Ванік, Прошек, Шроубек — ?) - Спарта — Вршовіце — 3:0 - Сміхов — Метеор В — 3:1 - Вікторія — Метеор-VIII — 2:0 7 тур, 25.05 - Славія — Вршовіце — 2:1 (Ванік-2 — ?) - Уніон — Вікторія — 1:0 - Метеор В — Метеор-VIII — 6:0 - Сміхов — Лібень — 1:1 8 тур, 1.06 - Спарта — Славія — 2:0 (Янда-2) - Спарта: Пейр, Гоєр, Поспішил, Коленатий, Фівебр, Пешек-Кадя, Червений, Седлачек, Пілат, Янда, Тламіха-Ада - Сміхов — Вршовіце — 1:4 - Лібень — Метеор-VIII — 4:0 - 5 або 6.07. Метеор В — Вршовіце — 4:1 (Єнік-2, Горний, Кржиж — ?) - 13.07. Уніон — Сміхов — 4:0 - Кінець липня. Спарта — Метеор-VIII — 6:0 |

### Таблиця результатів
| 1925                | СПА | СЛА | УНІ | ВІК | МетВ | ВРШ | ЛІБ | СМІ | Мет-VIII |
| ------------------- | --- | --- | --- | --- | ---- | --- | --- | --- | -------- |
| Спарта (Прага)      | ХХХ | 2:0 | 1:2 | 2:0 | 2:0  | 3:0 | 3:1 | 6:0 | 6:0      |
| Славія (Прага)      | 0:2 | ХХХ | 3:1 | 7:0 | 5:1  | 2:1 | 6:2 | 9:0 | 5:0      |
| Уніон (Жижков)      | 2:1 | 1:3 | ХХХ | 1:0 | 1:3  | 2:0 | 4:2 | 4:0 | 4:0      |
| Вікторія (Жижков)   | 0:2 | 0:7 | 0:1 | ХХХ | 1:0  | 4:0 | 3:0 | 6:0 | 2:0      |
| Метеор Виногради    | 0:2 | 1:5 | 3:1 | 0:1 | ХХХ  | 4:1 | 1:2 | 1:3 | 6:0      |
| Вршовіце (Прага)    | 0:3 | 1:2 | 0:2 | 0:4 | 1:4  | ХХХ | 6:2 | 4:1 | 6:1      |
| Лібень (Прага)      | 1:3 | 2:6 | 2:4 | 0:3 | 2:1  | 2:6 | ХХХ | 1:1 | 4:0      |
| Сміхов              | 0:6 | 0:9 | 0:4 | 0:6 | 3:1  | 1:4 | 1:1 | ХХХ | 2:3      |
| Метеор-VIII (Прага) | 0:6 | 0:5 | 0:4 | 0:2 | 0:6  | 1:6 | 0:4 | 3:2 | ХХХ      |

- червоним кольором вказані результати матчів, які математично вирахувані з підсумкової таблиці

## Кладненська ліга
|   | турнірна таблиця       | І | В | Н | П | МЗ | МП | DR  | О  |
| - | ---------------------- | - | - | - | - | -- | -- | --- | -- |
| 1 | Кладно                 | 6 | 6 | 0 | 0 | 35 | 4  | +31 | 12 |
| 2 | Спарта (Кладно)        | 6 | 4 | 1 | 1 | 28 | 7  | +21 | 9  |
| 3 | Новоместський (Кладно) | 6 | 3 | 2 | 1 | 18 | 12 | +6  | 8  |
| 4 | Крочеглави             | 6 | 2 | 2 | 2 | 20 | 12 | +8  | 6  |
| 5 | Метеор (Кладно)        | 6 | 2 | 1 | 3 | 9  | 16 | -7  | 5  |
| 6 | Чехія (Кладно)         | 6 | 1 | 0 | 5 | 3  | 24 | -21 | 2  |
| 7 | Слован (Дуби)          | 6 | 0 | 0 | 6 | 3  | 41 | -38 | 0  |

## Фінальний турнір
|   | турнірна таблиця  | І | В | Н | П | МЗ | МП | DR  | О |
| - | ----------------- | - | - | - | - | -- | -- | --- | - |
| 1 | Спарта (Прага)    | 3 | 3 | 0 | 0 | 17 | 0  | +17 | 6 |
| 2 | Кладно            | 3 | 1 | 1 | 1 | 5  | 4  | +1  | 3 |
| 3 | Олімпія (Пльзень) | 3 | 1 | 1 | 1 | 4  | 7  | -3  | 3 |
| 4 | Градець Кралове   | 3 | 0 | 0 | 3 | 2  | 17 | -15 | 0 |

| 1919              | СПА | КЛА | ОЛІ | ГРА  |
| ----------------- | --- | --- | --- | ---- |
| Спарта (Прага)    | ХХХ | 2:0 | –   | 10:0 |
| Кладно            | –   | ХХХ | –   | –    |
| Олімпія (Пльзень) | 0:5 | 1:1 | ХХХ | 3:1  |
| Градець Кралове   | –   | 1:4 | –   | ХХХ  |

### Матчі
- 19.10. Спарта — Кладно — 2:0 (Пілат, 24, Гоєр, 33-пен)[6]
- 27.10. Олімпія — Спарта — 0:5 (Пілат-3, Червений, Янда)[7]
- 9.11. Спарта — Градець Кралове — 10:0 (Янда-4, Пілат-3, Седлачек-2, Пешек)[7]

## Склад чемпіона
Орієнтовний склад «Спарти» у 1919 році::
| Воротар: Франтішек Пейр. Захисники: Антонін Гоєр, Мирослав Поспішил. Півзахисники: Карел Пешек «Кадя», Франтішек Коленатий, Антонін Фівебр Нападники: Вацлав Пілат, Антонін Янда «Очко», Йозеф Седлачек, Ярослав Червений, Ян Плачек, Тламіха-Ада. |